# Velvary
Velvary (německy Welwarn) jsou město v okrese Kladno, sedm kilometrů severozápadně od Kralup nad Vltavou a 25 kilometrů severozápadně od Prahy. Město se rozkládá na pravém břehu Bakovského potoka, při jeho soutoku s Červeným potokem. Město tvoří části Velvary, Ješín, Malá Bučina a Velká Bučina, ve kterých žije přibližně 3 100 obyvatel. Historické jádro města je městskou památkovou zónou.

## Název
Název města je odvozen z významu obec velvarů, tj. lidí, kteří mnoho vařili. Jeho opakem byl název blízké zaniklé vsi Malovary. Často bývá tradován výklad Václava Hájka z Libočan, který koncovou část -var(y) spojil s maďarskými názvy typu Temesvár či Ujvár a smyšleným příběhem o válce Čechů s Maďary. V historických pramenech se název města objevuje ve tvarech: Walwar (1282), Belwar (1337), Welwar (1352 až okolo roku 1405, 1395), Welvarz (1395), Welwary (1531), „(obec) města Velvar“ (1615) a Welwar, Welwary, Welwar nebo Velvarium (1785).

## Historie
První písemná zmínka o Velvarech pochází z roku 1282 (villa Welwar).
Obec Velvary povýšil král Vladislav na královské město podruhé v roce 1482. Podruhé proto, že na začátku roku 1482 postihl město Velvary velký požár, při kterém shořely všechny písemné doklady o tom, že Velvary byly královským městem již jednou jmenovány. Velvary tak získaly právo vařit pivo, pořádat trhy a opevnit se hradbami, což také vzápětí udělaly. Až do poloviny 19. století bylo městečko důležitou zastávkou na staré cestě z Prahy do Saska.

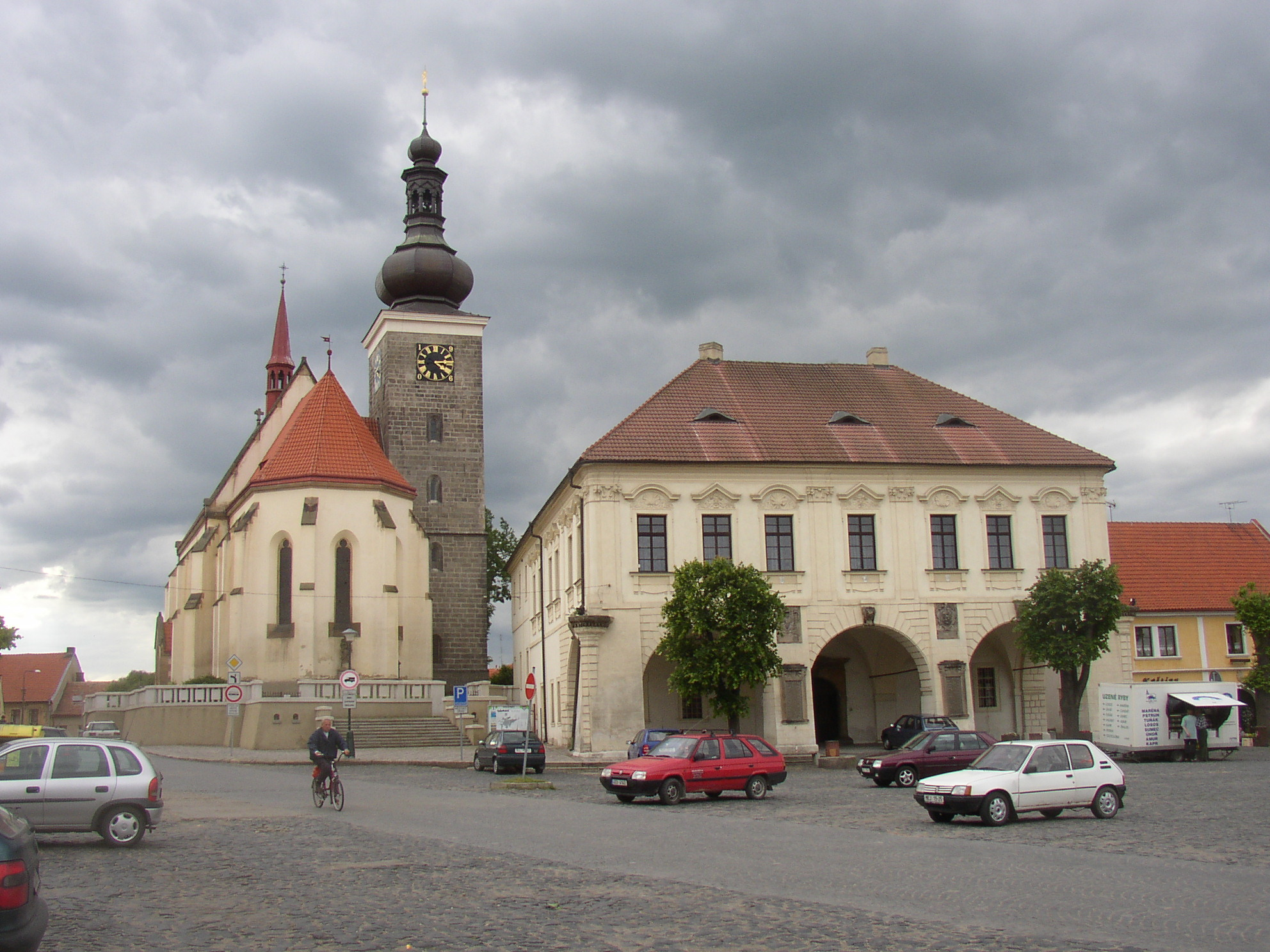
Radnice a kostel sv. Kateřiny

Město Velvary bylo opevněno hradbami a vstup byl možný čtyřmi branami. Pražskou branou, kterou vystavěl na jižní straně náměstí za purkmistra Jiřího Mydláře v roce 1580 stavitel Bartoloměj Vlach. Roudnickou branou, která byla v roce 1841 z neznámých důvodů zbourána. A bránou Malovarskou, na jejímž místě později vznikla renesanční brána Slánská. Slánská brána byla později zbourána na příkaz paní hraběnky, které prý stínila do zahrady. Chržínskou bránu tvořila vlastně jenom vrata mezi dvěma zděnými pilíři. Dodnes se zachovala jen brána Pražská. Vedle Roudnické brány bývala Panská hospoda.
Roku 1864 vznikl v domě v Pražské ulici Sbor dobrovolných hasičů, první v Čechách. V roce 1882 byl zahájen provoz na železniční trati Kralupy – Velvary. Kolem roku 1900 zde začal vznikat průmysl, zejména výroba nábytku, které se však po roce 1990 silně omezila.

### Rok 1932
V městě Velvary (2365 obyvatel) byly v roce 1932 evidovány tyto živnosti a obchody (výběr):
- Instituce: okresní soud, berní úřad, poštovní úřad, telegrafní úřad, telefonní úřad, četnická stanice, kostely 3 katol., metod., synagoga, okresní chudobinec, sbor dobrovolných hasičů.
- Průmysl a živnosti: továrna na brousící kotouče Ostrit, cihelna, 2 cukráři, cukrovar, 2 hodináři, hospodářské skladištní družstvo, hospodářské strojní družstvo, knihař, výroba ledku, 3 mlýny, výroba přístrojů, stavební družstvo, „Velvarská škrobárna” s.r.o.[6]
- Služby: 3 lékaři, 2 zvěrolékaři, 2 advokáti, notář, 4 autodopravci, biograf Sokol, fotoateliér, 12 hostinců, 2 kapelníci, lékárna, Městská spořitelna, Okresní hospodářská záložna, Rolnická záložna, Živnostenská záložna, zubní ateliér.

V obci Ješín (549 obyvatel, samostatná ves se později stala součástí Velvar) byly v roce 1932 evidovány tyto živnosti a obchody: cihelna, družstvo pro rozvod elektrické energie v Jišíně, holič, 2 hostince, kolář, půjčovna mlátiček, obuvník, 7 rolníků, řezník, 3 obchody se smíšeným zbožím, trafika, zámečník.
V obci Velká Bučina (přísl. Malá Bučina, 374 obyvatel, samostatná ves se později stala součástí Velvar) byly v roce 1932 evidovány tyto živnosti a obchody: 2 hostince, kolář, kovář, krejčí, družstevní sběrna mléka, obuvník, pokrývač, 3 obchody se smíšeným zbožím, Spořitelní a záložní spolek pro obec Velká Bučina, trafika.

## Obyvatelstvo
| Rok            | 1869  | 1880  | 1890  | 1900  | 1910  | 1921  | 1930  | 1950  | 1961  | 1970  | 1980  | 1991  | 2001  | 2011  | 2021  |
| -------------- | ----- | ----- | ----- | ----- | ----- | ----- | ----- | ----- | ----- | ----- | ----- | ----- | ----- | ----- | ----- |
| Počet obyvatel | 2 006 | 2 258 | 2 302 | 2 392 | 2 254 | 2 139 | 2 367 | 2 128 | 2 550 | 2 482 | 2 621 | 2 496 | 2 547 | 2 547 | 2 592 |
| Počet domů     | 255   | 258   | 271   | 280   | 289   | 330   | 459   | 495   | 645   | 558   | 581   | 657   | 674   | 713   | 713   |

## Obecní správa

### Části města
- Ješín
- Malá Bučina
- Velká Bučina
- Radovič
- Velvary
  - Malovary
  - Nové Uhy

### Územně-správní začlenění
Dějiny územněsprávního začleňování zahrnují období od roku 1850 do současnosti. V chronologickém přehledu je uvedena územně administrativní příslušnost obce v roce, kdy ke změně došlo:
- 1850 země česká, kraj Praha, politický okres Slaný, soudní okres Velvary[11]
- 1855 země česká, kraj Praha, soudní okres Velvary[11]
- 1868 země česká, politický okres Slaný, soudní okres Velvary[11]
- 1913 země česká, kraj Praha, politický okres Kralupy nad Vltavou, soudní okres Velvary[12]
- 1939 země česká, Oberlandrat Mělník, politický okres Kralupy nad Vltavou, soudní okres Velvary[13]
- 1942 země česká, Oberlandrat Praha, politický okres Kralupy nad Vltavou, soudní okres Velvary[14]
- 1945 země česká, politický okres Kralupy nad Vltavou, soudní okres Velvary[15]
- 1949 Pražský kraj, okres Kralupy nad Vltavou[16]
- 1960 Středočeský kraj, okres Kladno[17]

### Znak

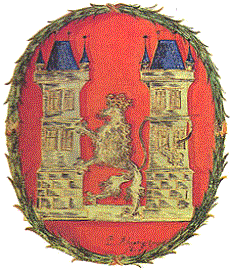
Znak města

Kdy byl znak městu udělen, se neví. Na nejstarší pečeti s latinským nápisem *S*ecretum**d*welwar, která podle typu písma pochází z poloviny 15. století, je zobrazen lev zepředu, držící tlapami dvě věže. Od poloviny 16. století máme pak na pečetích doložen v podstatě dnešní vzhled znaku. Jeho definitivní podobu měl dotvořit v roce 1607 správce velvarské školy Pavel Raphigius Litomyšlský, když namaloval do městské knihy Liber memorabilium et contractum barevný znak města a písař Štěpán Peristerius jej doplnil latinskou a českou básní, v nichž vysvětluje význam barev a figur. Na červeném štítě stojí na nízkém kvádrovém soklu dvě dvoupatrové věže s okny, nárožními věžičkami a valbovými střechami. Mezi věžemi stojí na soklu stříbrný vztyčený lev se zlatými drápy, červeným jazykem a zlatou korunou. Předními tlapami se dotýká pravé věže, jako by ji přidržoval. Jeho jednoduchý velmi dlouhý ocas ovíjí zezadu levou věž a jeho konec je propletený dolním oknem. Toto propletení je připisováno až Raphigiovi a písař Peristerius je v české básni vysvětluje takto: „Co znamená lev za ohon k věžím vázaný? Řeknu ti to: Totě odznak vedle práva; město mocného krále zasluhuje královského znamení. Vezdy bylo královské. Proto lev k věžím jest přivázán, aby krále od nich neodloučil.“
Výše uvedené doklady jednoznačně vyvracejí názor, že Velvary nejprve užívaly jako znak císařského orla a současný znak jim byl udělen v roce 1621. Podle dnešní literatury o městských znacích jsou rovněž nesprávné novodobé úpravy znaku jako cimbuří mezi věžemi, zelený trávník pod nimi i dvojitý ocas lva.

## Doprava

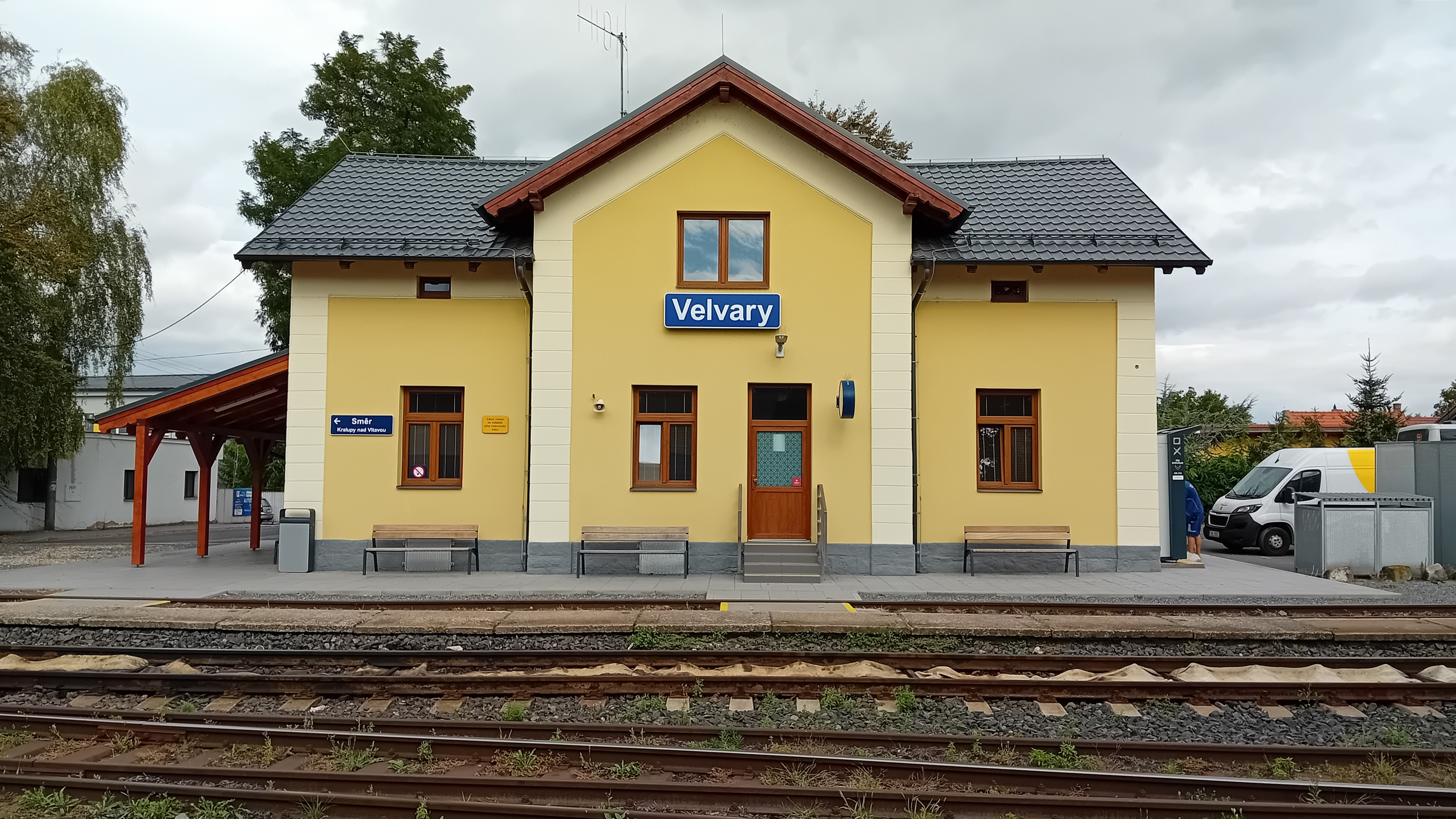
Nádraží

### Dopravní síť
Okolo města vede silnice I/16 v úseku Slaný – Mělník. Městem prochází silnice II/240 v úseku Kralupy nad Vltavou – Velvary – Roudnice nad Labem. Ve městě začíná silnice II/616 Velvary–Podhořany.
Město Velvary leží na železniční trati z Kralup nad Vltavou do Velvar. Jedná se o jednokolejnou regionální trať, doprava byla zahájena v roce 1882. Na území obce leží koncová dopravna Velvary a mezilehlá zastávka Velká Bučina.

## Společnost

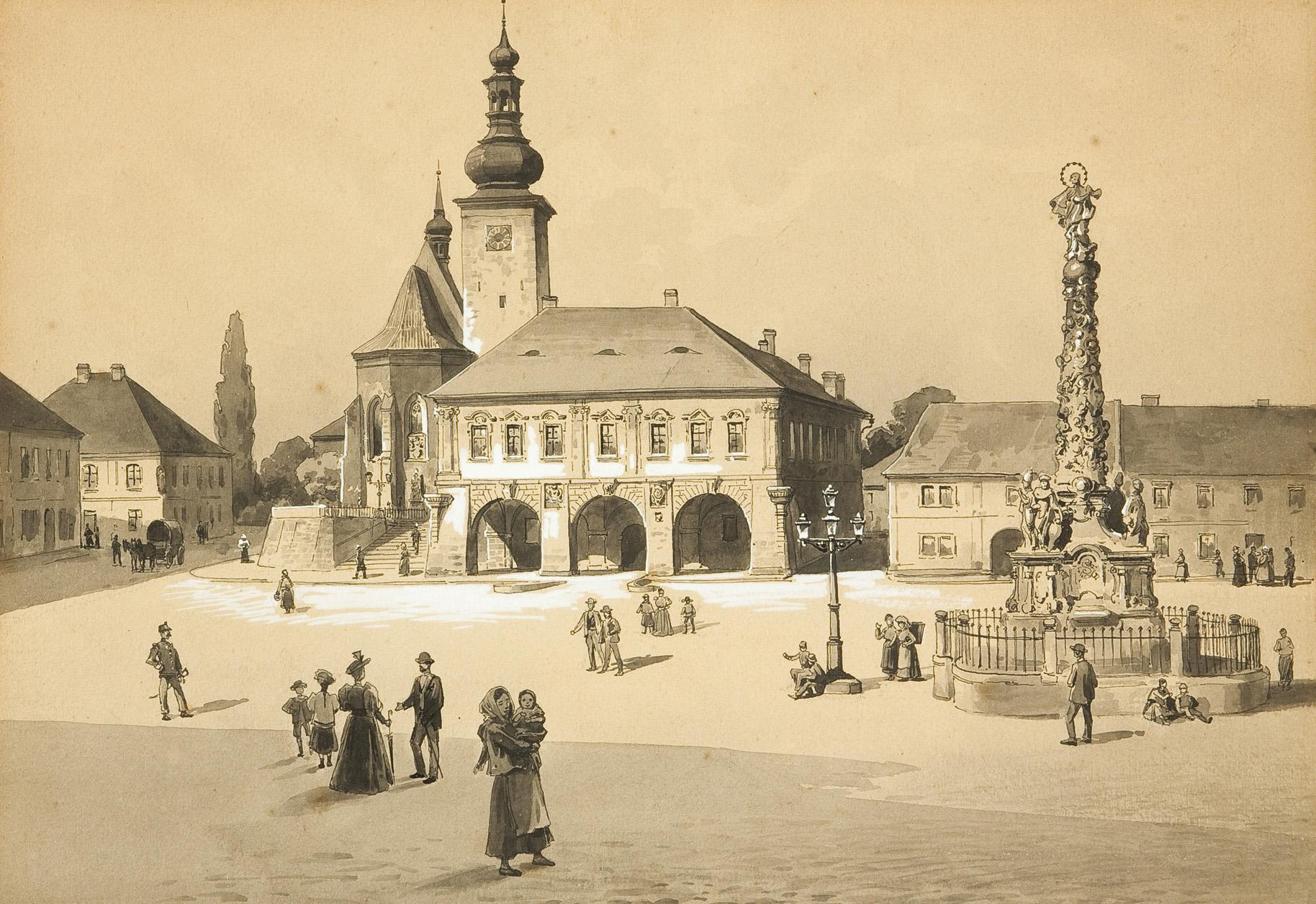
Velvary v roce 1906, Karel Liebscher

V Městském muzeu, jež v roce 2002 oslavilo sedmdesáté výročí zpřístupnění svých sbírek veřejnosti, si je možno prohlédnout stálou expozici představující historii města Velvary a jeho okolí. Ve vitrínách jsou ukázky archeologických nálezů od starší doby kamenné po raný středověk, nacházejí se zde doklady o vývoji města od 13. století do roku 1918, ukázky historického nábytku a odívání z 19. století. V secesním sále je sbírka obrazů krajináře Georgese Karse.
Městská knihovna má počátek ve Čtenářském spolku paní a dívek založeném počátkem 90. let 19. století, v roce 1892 se začaly půjčovat knihy. V roce 1948 byla ukončena činnost Čtenářského spolku a knihy byly předány Městské knihovně. V roce 1975 bylo otevřeno dětské oddělení, v roce 2001 stanice s veřejným internetem. V současnosti knihovna sídlí v budově bývalé Panské hospody.
Ve městě každým měsícem vychází periodikum s názvem Zpravodaj z Velvarska, na jehož vzniku se podílí Zdeňka Ortová a A. Kratochvílová. Publikace má informovat občany Velvar o aktuálním dění a dění na úřadě. Dále pak dává prostor reklamám živnostníků z města.

## Pamětihodnosti

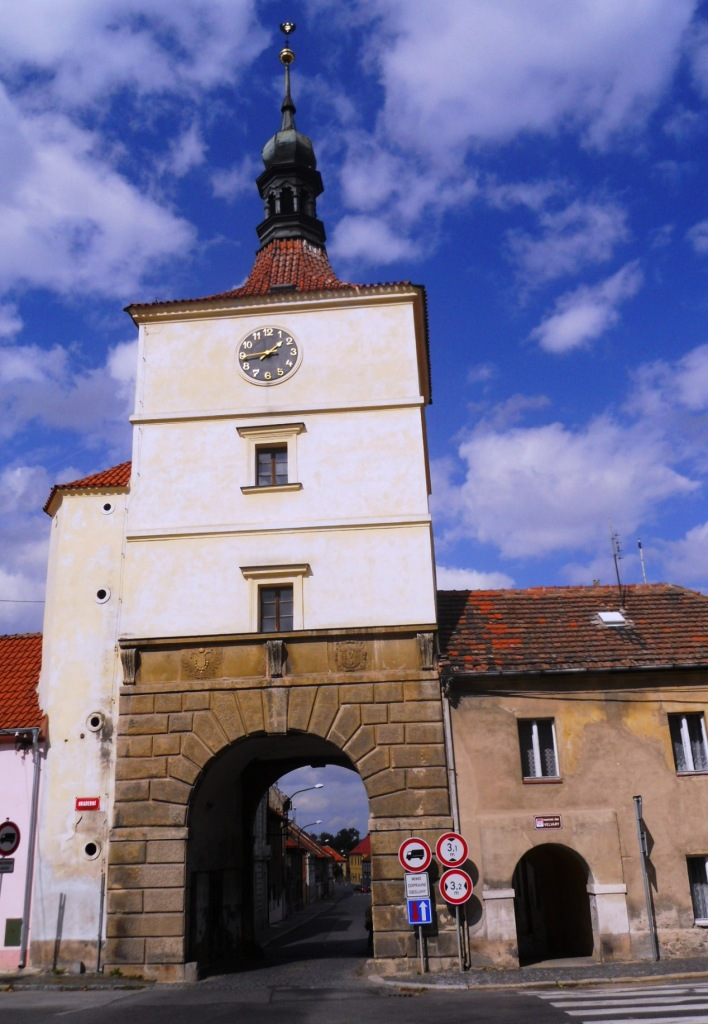
Pražská brána od jihu

- Kostel sv. Kateřiny ze 14. století je gotický, jednolodní s jednou věží. Byl upraven roku 1478 mistrem Linhartem, znovu po požáru 1580 a koncem 17. století významným architektem Pavlem Ignácem Bayerem. Roku 1929 skončila důkladná oprava a regotizace. Uvnitř má síťovou klenbu a renesanční kruchtu s emporou na sloupových arkádách. Vnitřní zařízení je barokní, v kostele je pozdně gotická Madona velvarská (kolem 1510). Severně od kostela (naproti věži) je jednoduchá nízká zvonice. Na severní stěně kostela je mramorová náhrobní deska z roku 1588 a socha sv. Josefa od místního rodáka E. A. Střebského z roku 1745.[19]
- Pražská brána, postavená roku 1580 snad na starších základech mistrem Bartolomějem Vlachem a opravená roku 1701 (znaky na jižní straně). Je čtverhranná, třípatrová s postranním přístavkem točitého schodiště.[20] Přízemí je kamenné bosované, na vnější straně doplněné reliéfními kartušemi se znakem města a orlicí, na straně do města s dvouocasým lvem.
- Paládium Panny Marie staroboleslavské – barokní pískovcový vysoký reliéf z roku 1674.
- Barokní radnici postavil v letech 1721–1724 stavitel Volf a po roce 1795 ji upravil Ignác Palliardi.
- Mariánský sloup na náměstí krále Vladislava postavil v letech 1716–1719 František Tollinger z Litoměřic a kameník Antonín Falke. Na vrcholu je socha Panny Marie, dole na nárožích jsou sochy sv. Václava, sv. Prokopa a sv. Šebastiána. Sloup byl postaven na poděkování, že morová epidemie roku 1713 skončila.[21]
- Goticko-renesanční hřbitovní kostel svatého Jiří dal postavit bohatý měšťan Jiřík Pechar, zvaný Dryáčník v letech 1613–1616 pod vedením Bartolomea Santiniho. Na severní straně má renesanční portál a uvnitř barokní zařízení.[22]
- Kostel Všech svatých na hřbitově v Malovarech.
- Funkcionalistická synagoga z roku 1931.
- Dům čp. 57 na náměstí, zvaný U Dryjáků, z doby kolem 1600 s mohutným pozdně renesančním kamenným portálem a mansardovou střechou.
- Další měšťanské domy ze 17.–18. století, zejména na náměstí.
- Přírodní památka Pod Šibenicí, louka s výskytem slanomilných rostlin, v údolí Vranského potoka severně od města při silnici do Miletic.
- Lípa u Horova mlýna, památný strom u samoty jihozápadně od města.
- Lípy u svaté Trojice, trojice památných stromů u kapličky a pramene pod osadou Radovič, vjv. od města.

## Osobnosti

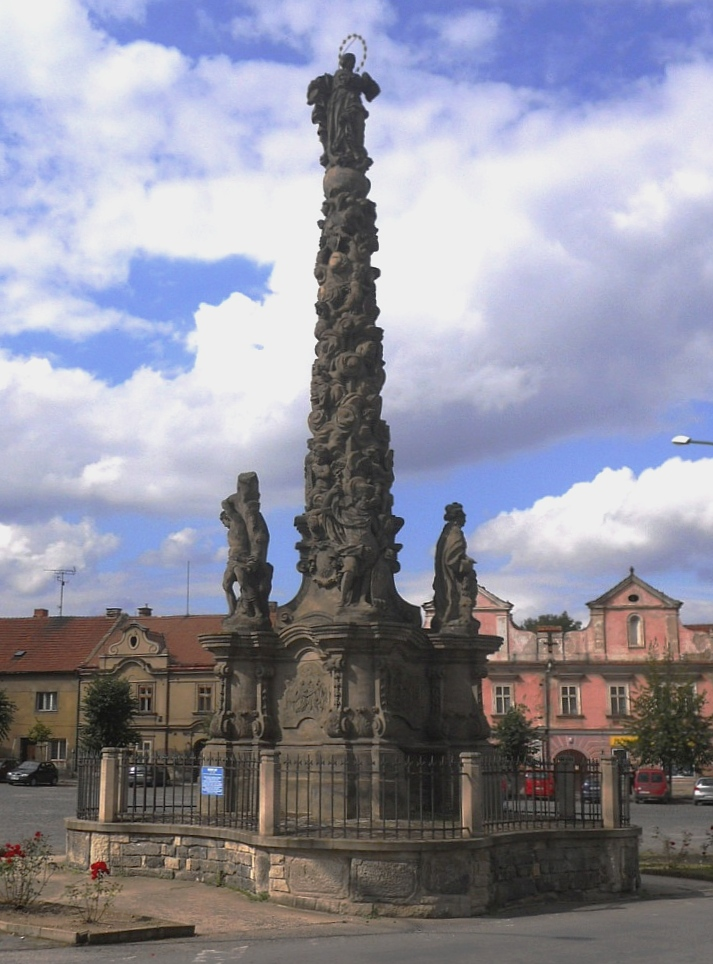
Mariánský sloup na náměstí byl postaven po morové epidemii z roku 1713

- Santini Malvazione (?–1626), architekt a stavitel v období renesance, pocházel z Itálie
- Jan Antonín Koželuh (1738–1814), hudební skladatel, ředitel chrámového kůru u sv. Víta v Praze
- Leopold Koželuh (1747–1818), dvorní skladatel a komorní kapelník ve Vídni[23]
- Emanuel Adam Homolka (1796–1849), zakladatel předního houslařského rodu
- František Dvořák (1814–1894), otec skladatele Antonína Dvořáka, závěr života prožil u své dcery Jany ve Velvarech, kde je také pochován
- Ferdinand August Vincenc Homolka (1828–1890), houslista, umělec
- Berta Mühlsteinová (1841-1887), spisovatelka
- Karel Krohn (1846–1913), starosta města 1891–1901, založil první dobrovolný hasičský sbor v Čechách,
- Ferdinand Vaněk (1849–1939), středoškolský profesor, historik
- Zdeněk Kratochvíl (1865–1942), malíř, karikaturista
- Václav Klement (1868–1938), knihkupec a spoluzakladatel továrny Laurin & Klement v Mladé Boleslavi
- Karel Treybal (1885–1941), šachový mistr, popraven za druhé světové války
- Václav Nebeský (1889–1949), výtvarník, profesor estetiky na UMPRUM, vnuk básníka Václava Bolemíra Nebeského
- Jindřich Bišický (1889–1949), válečný fotograf, stavitel
- Ferdinand Stiebitz (1894–1961), klasický filolog, profesor Masarykovy univerzity v Brně, překladatel řeckých dramat
- František Šimek (1898–1964), český fotograf a malíř
- Jaroslav Vozáb (1919–1988), český herec, člen divadla Járy Cimrmana a překladatel
- Tomáš Vosolsobě (1937–2011), český malíř
- Zdeňka Ortová (* 1961), česká spisovatelka
- Martina Bittnerová (* 1975), česká spisovatelka

## Odraz v kultuře
K Panské hospodě se s největší pravděpodobností váže vznik písně Ó Velvary. Podle místní tradice stála u jejího zrodu událost z přelomu ledna a února roku 1591, kdy byla v Panské hospodě Jáchymovi z Bílé odcizena truhla s 996 tolary. Spor, zda mu byly peníze odcizeny, nebo je propil, se táhl mnoho let a dědil se z generace na generaci, a proto píseň Ó, Velvary nesložil Jáchym z Bílé, ale až některý z jeho potomků.[zdroj⁠?!]

## Fotogalerie

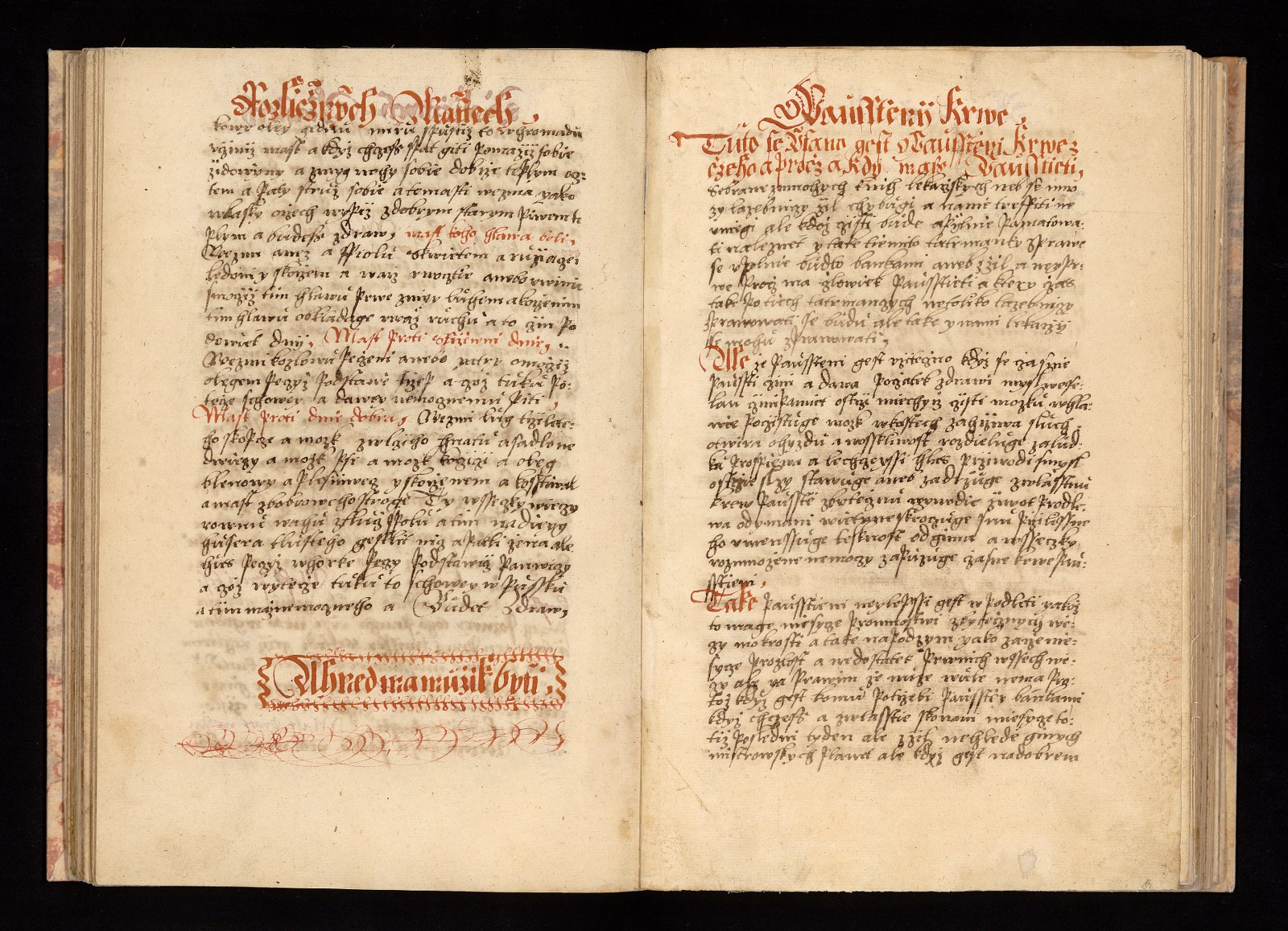
Recepty na masti a pojednání o pouštění žilou ve velvarské lékařské knize z roku 1574. Archiv města Velvary, nezprac. fond. (SOkA-Kladno)
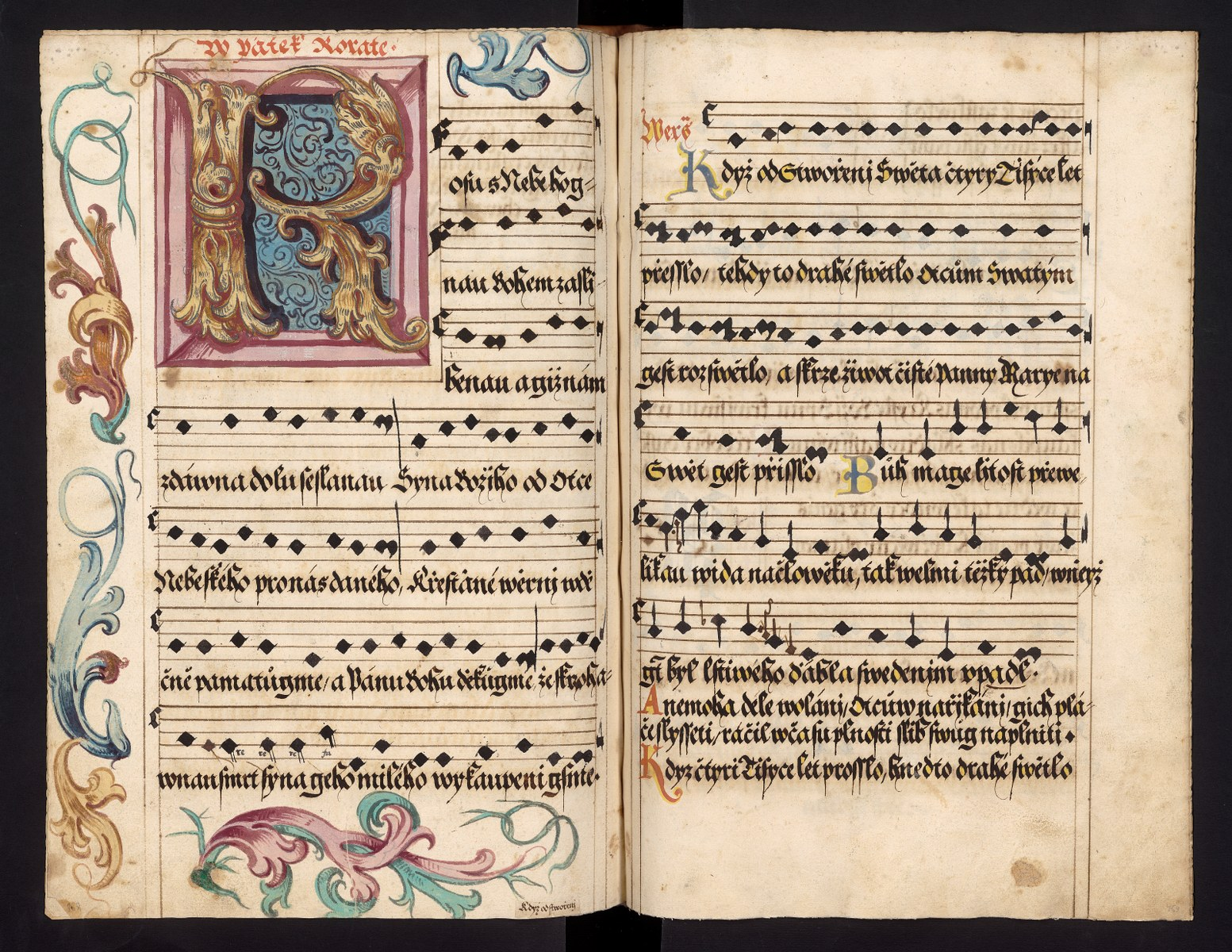
Úvod pátečních rorátů s iluminovanou iniciálou „R“ v knize ranních adventních zpěvů velvarských literátů. Literátské bratrstvo Velvary, Rorátník (kolem 1590 – kolem 1720), nezprac. fond. (SOkA-Kladno)
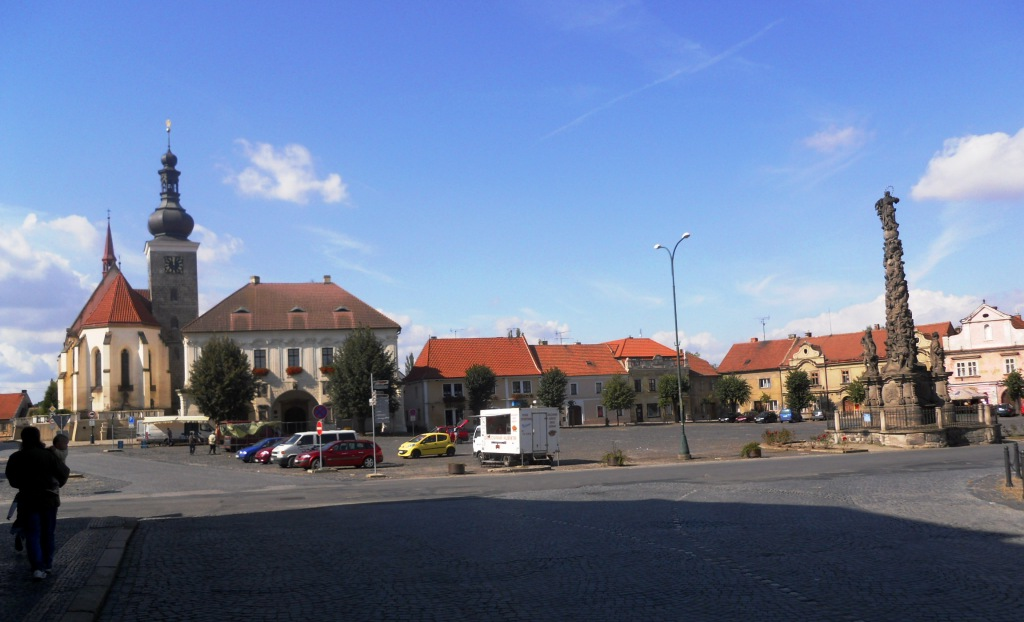
Náměstí krále Vladislava od východu
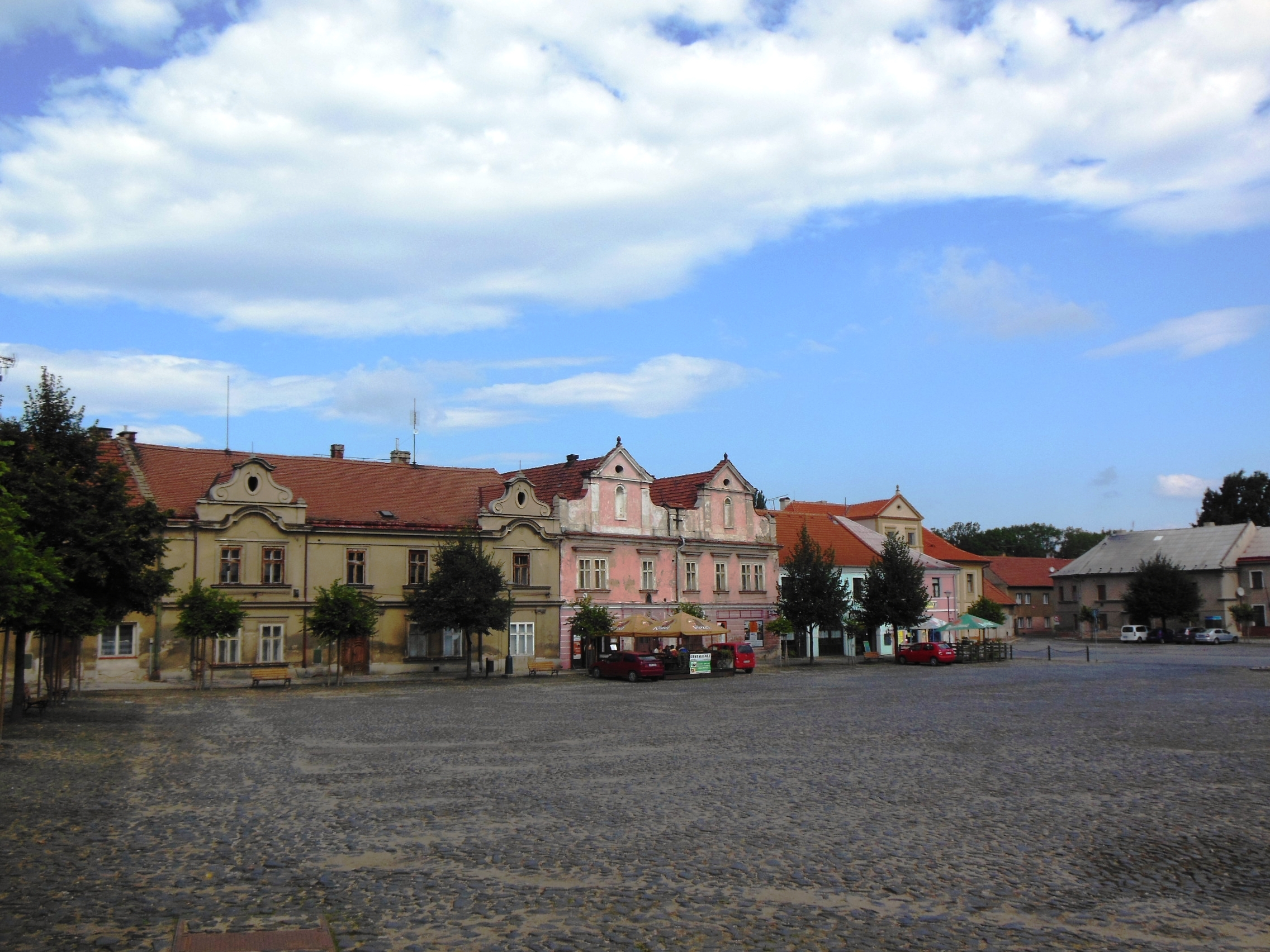
Severní část náměstí Krále Vladislava
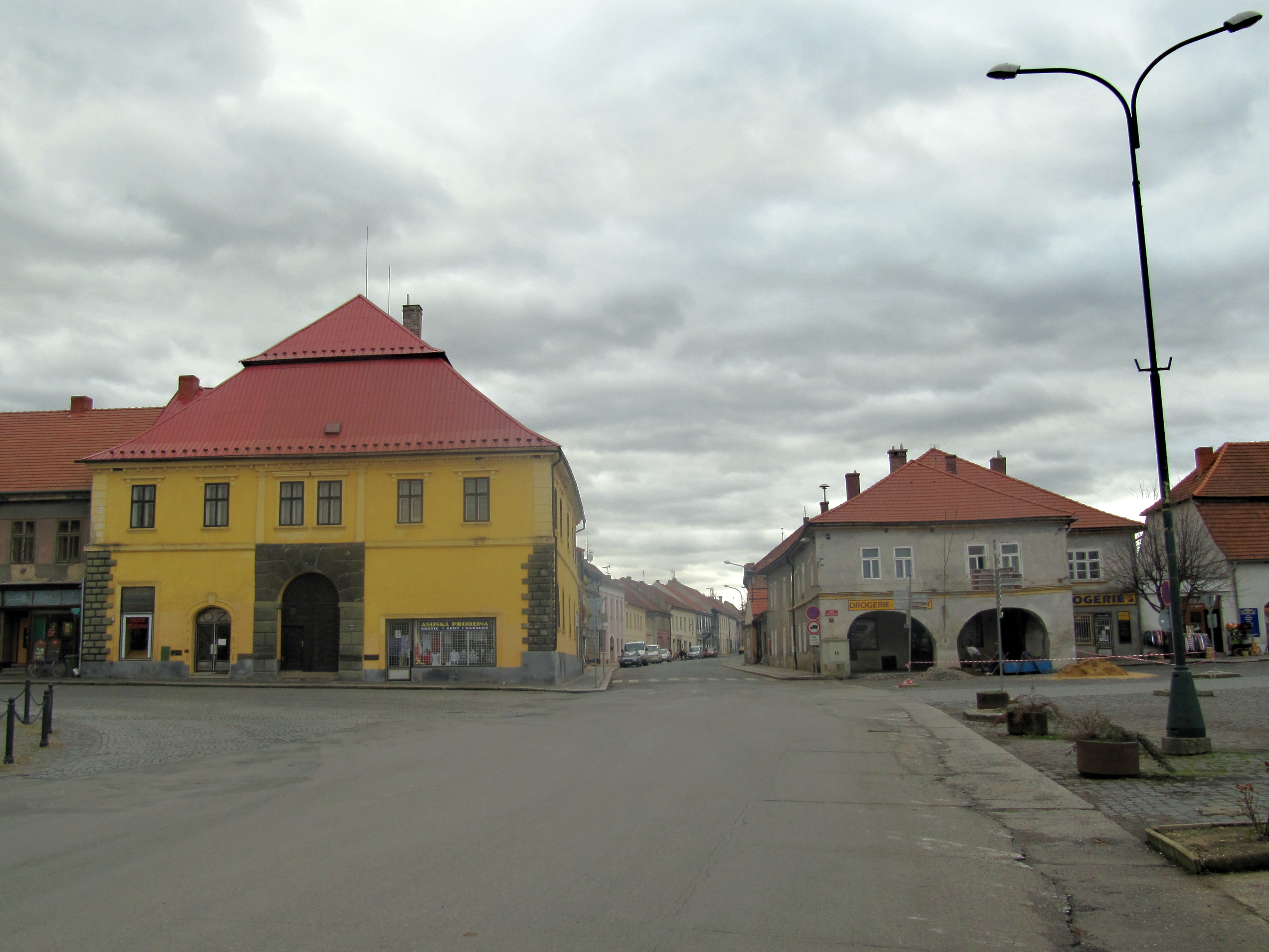
Renesanční dům čp. 57 zvaný Dryjáčníkovský na náměstí a Pražská ulice
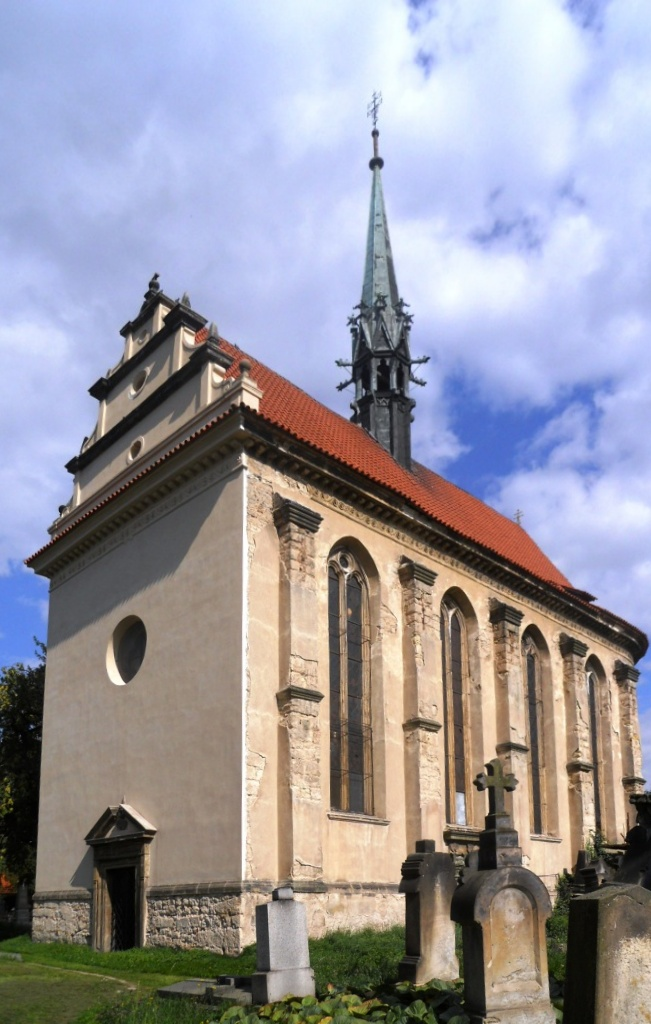
Kostel svatého Jiří od jihozápadu
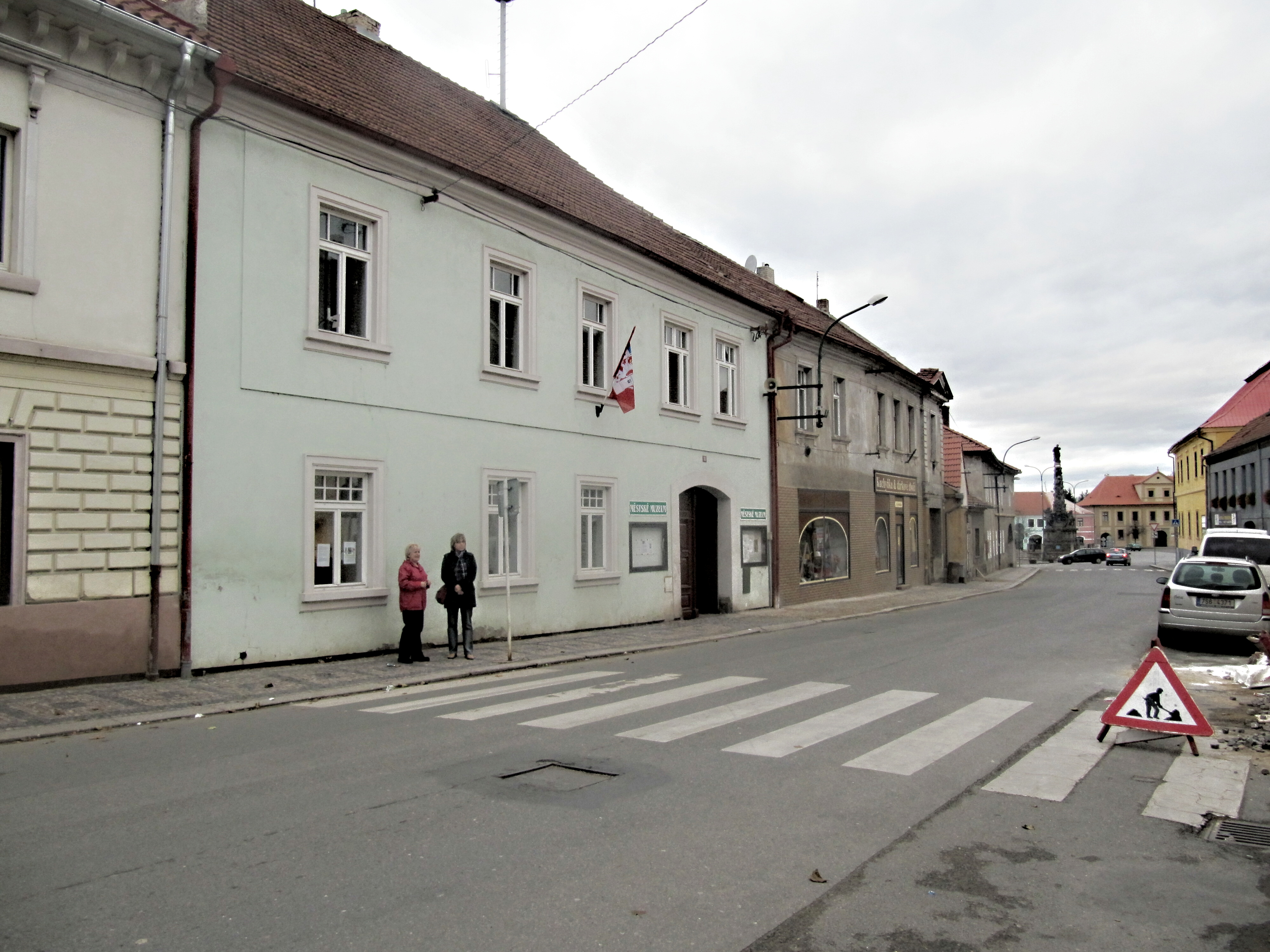
Městské muzeum v Pražské ulici
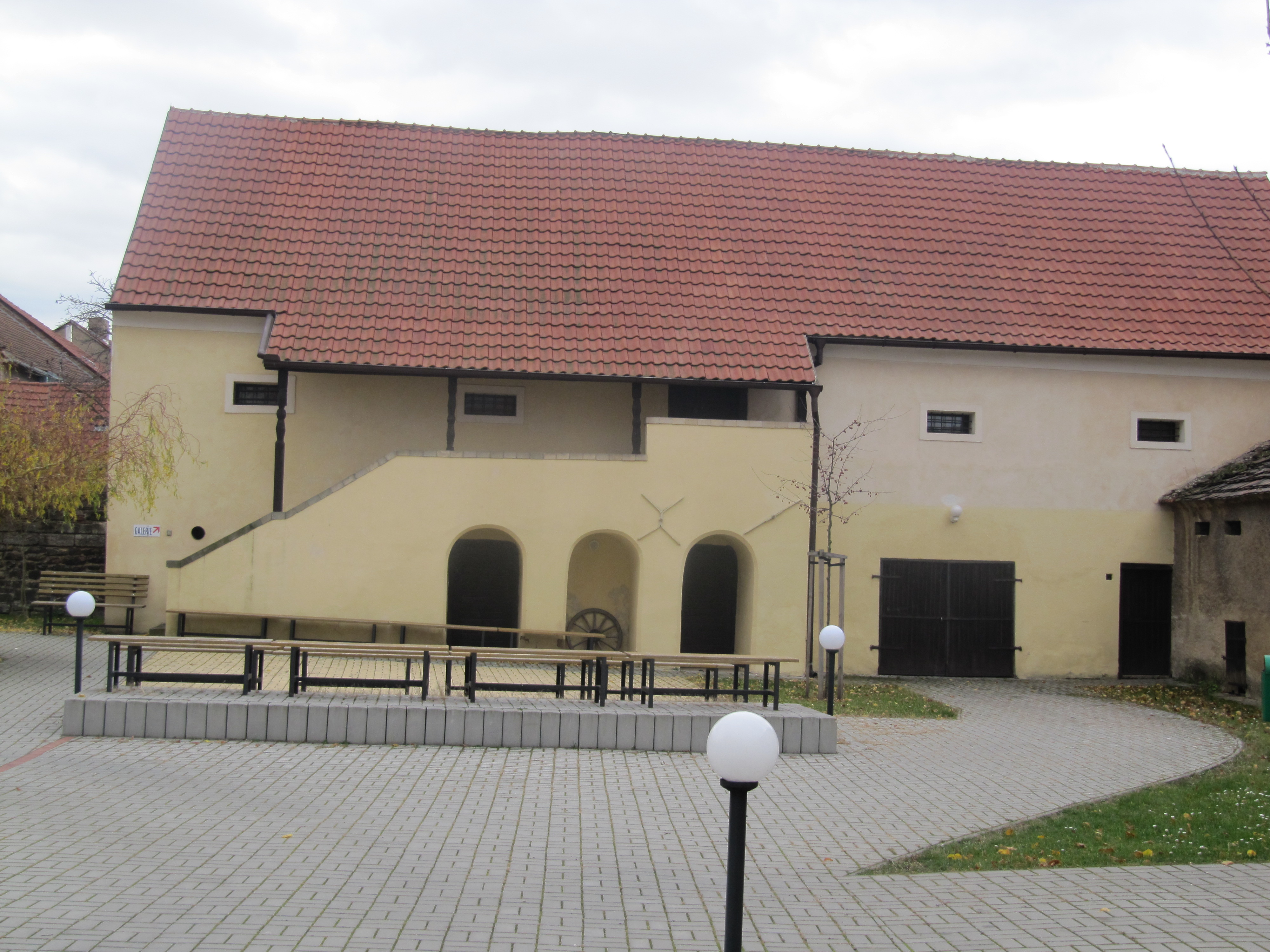
Bývalý špýchar, Galerie J. Corvina
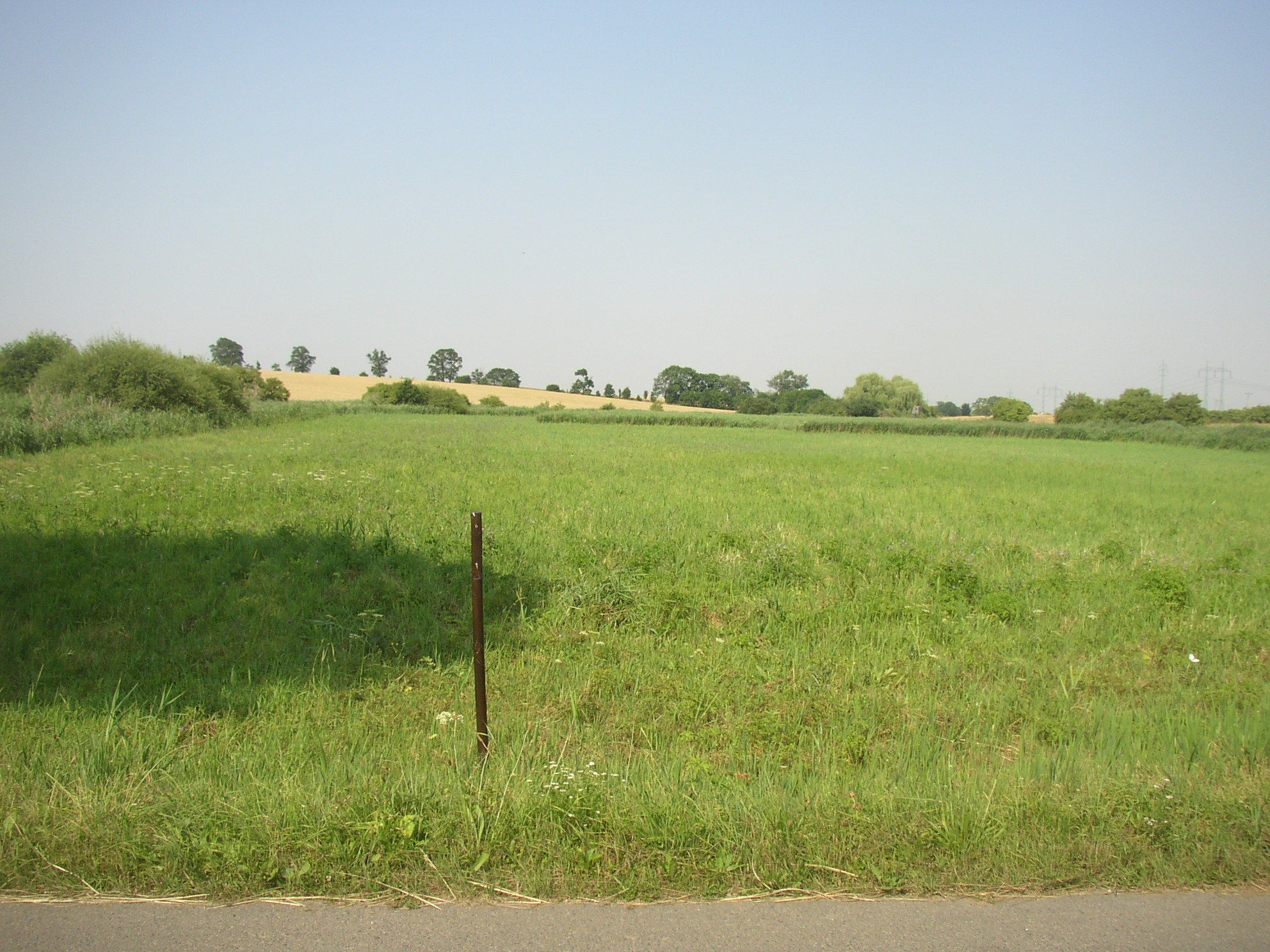
Přírodní památka Pod Šibenicí
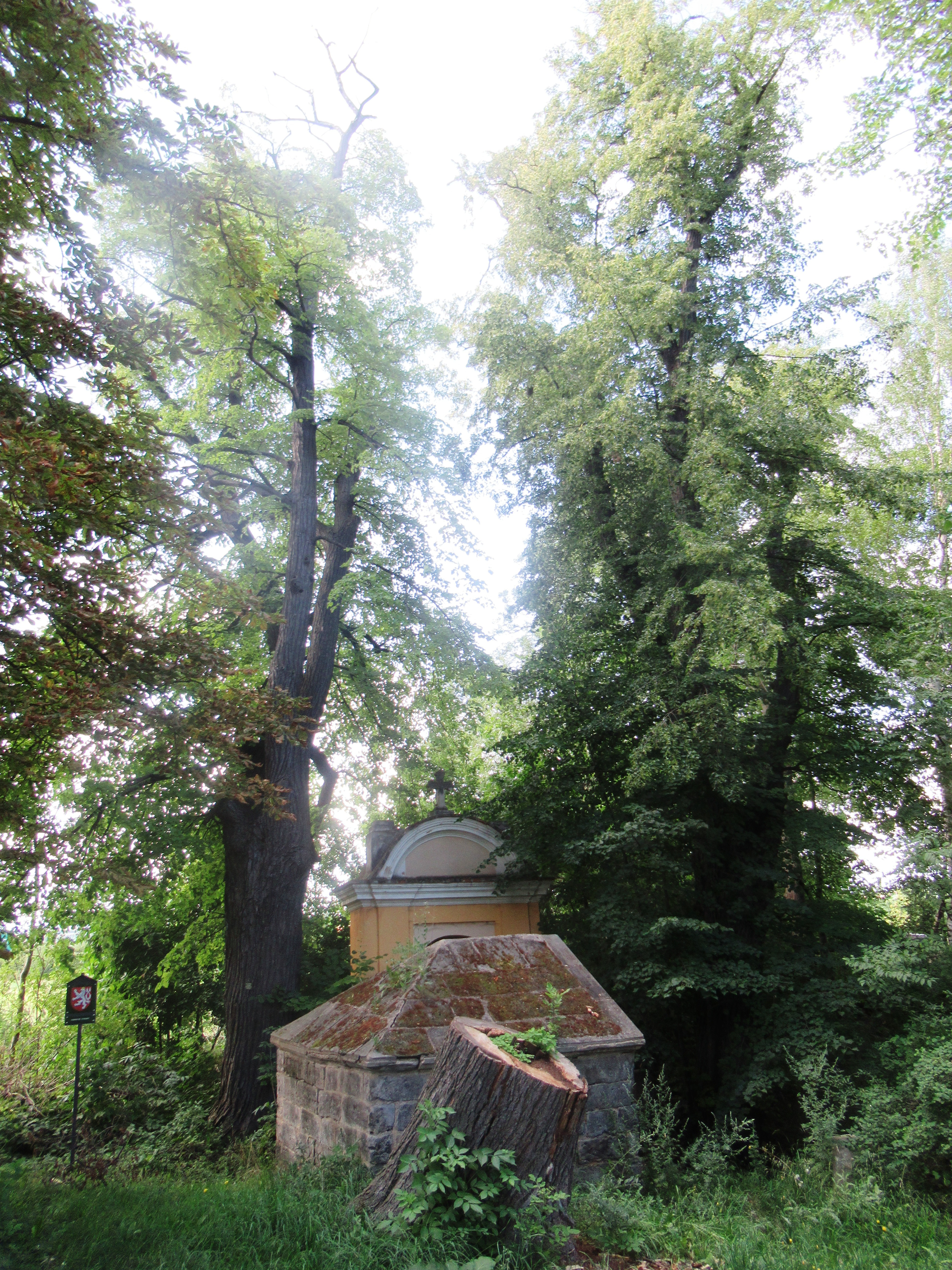
Lípy u svaté Trojice